# 1544 en France
Chronologie de la France
- 1540
- 1541
- 1542
- 1543
- 1544
- 1545
- 1546
- 1547
- 1548

## Événements
- 5 février : révocation de l’édit de François Ier sur le servage en bourgogne.
- 14 avril[1] (ou le 11) : victoire des Français conduit par François d’Enghien à la bataille de Cérisoles sur les Impériaux. Le Montferrat passe à la France.
- Juillet : offensives de Charles Quint en Champagne et de Henri VIII d’Angleterre dans le Boulonnais. Charles Quint marche jusqu’à Château-Thierry et menace Paris[2].
- 8 juillet-17 août : siège et prise de Saint-Dizier par Charles Quint[1].
- 19 juillet-18 septembre : siège et occupation de Boulogne par les Anglais (fin en 1546)[3].
- 11 septembre : arrêt du Conseil privé réglementant l’imprimerie en réaction aux grèves de 1539[4].
- 18 septembre : Charles Quint et François Ier signent la trêve de Crépy-en-Laonnois[1]. Charles Quint renonce au duché de Bourgogne en échange de la renonciation de la France à la Flandre, à l’Artois, au Milanais, à Naples et à l’Aragon. Le Piémont demeure occupé par les troupes françaises.
- 9 octobre : échec des troupes du Dauphin contre Boulogne[5].
- Novembre : crues du Gier à Vienne (octobre), du Rhône et de la Durance[6].

- Début de la construction du château d’Ancy-le-Franc[7]. Sebastiano Serlio travaille sur ce projet à partir de 1546. Le château sera achevé en 1550.

## Naissances en 1544
- 19 janvier : François II, fils de Henri II, futur Roi de France de 1559 à 1560.
- Guillaume du Bartas, écrivain français, poète baroque. († 1590).
- Jean Papire Masson, écrivain, historien, géographe, biographe, critique et avocat français († 1611).
- Joseph du Chesne (mort en 1609), chimiste, alchimiste, médecin et diplomate français.

## Décès en 1544
- Bonaventure Des Périers, écrivain français (Arnay-le-Duc, vers 1510-Lyon, vers 1544).
- 15 juillet : René de Chalon, prince d'Orange, comte de Nassau et seigneur de Bréda (° 5 février 1519).
- 13 novembre : Odard Hennequin, évêque de Troyes  (° en 1484).